# Данијел Стојановић
Данијел Стојановић (Нашице, 18. август 1984) je хрватски фудбалер, који тренутни игра за ХШК Зрињски Мостар. У јуну 2008. године је прешао из Посушја у Зрињски.